# Shenzhen
Shenzhen (kineski: 深圳市, IPA:[ʂən tʂən]ⓘ, pinyin: Shēnzhèn; kantonski: Sāmjan; doslovno: „Duboki odvodi”) je grad na samom jugu kineske pokrajine Guangdong u južnom dijelu Narodne Republike Kine. Graniči sa specijalnom administrativnom oblasti Hong Kong na jugu, Huizhouom na sjeveroistoku i Dongguanom na sjeverozapadu, s kojima čini megalopolis u gospodarskom području delte Biserne rijeke (zajedno s gradovima: Guangzhou, Foshan, Zhaoqing, Jiangmen, Zhongshan, Zhuhai i Makao s druge strane zaljeva).

## Zemljopisne odlike
Shenzhen je smješten u južnom, središnjem dijelu poluotoka Kawloon, u provinciji Guangdong, 160 km od glavnog grada centra provincije Guangzhou, u delti Biserne rijeke. Zaljev Tai Ya je na istoku dok mu je ušće rijeke Zhjijang granica prema zapadu. Jug ga povezuje s Hong Kongom od koga ga dijeli rijeka Shenzhen. 200 km jugoistočno je grad Zhuhai, koji je poznato lokalno turističko središte, a 30 km južnije je središte Hong Konga, (Xianggang).
Smješten je u podnožju primorskog gorja sa sjeverne strane, dok je na jugu, uz obalu, opasan morem te pješčanom obalom dužine 230 km. Lokalno je tlo bogato mineralima i mnoštvom voda. Tu su rijeke Buji, Dasha, Guanlan, Pingdi, Zhujiang i Shenzhen, a samo neka od jezera u blizini su: Xili, Xiangmi i Yi. Prirodno, mnoštvo je izvora i vodopada. Tu je i izvor termalnog lječilišta jezera Shinyan, (Yulu), s temperaturom vode od 67,3 °C, u provincijskom gradu Shinyanu.
Grad ima dvije luke. Gradska luka na zapadu leži istočno u delti, 37 km od Hong Konga, te 110 km od Guangdzoua i po prirodi ima dubok gaz, mnoštvo brana koje olakšavaju siguran pristup dok je Biserna rijeka povezuje s mnogobrojnim gradovima unutar ušća. Istočna gradska luka je sjeverno od zaljeva Dapeng. Ona je otvorena prema pučini, mirnih je voda i smatra se za jednu od najboljih u Južnoj Kini.

## Klima
Klima je suptropska, morska s mnoštvom sunčanog vremena, (2120 sati sunčanog vremena tijekom godine), i kiše (1950 mm). Ljeta i jeseni su tople, proljeće je ugodno dok je zima blaga. Prosječna godišnja temperatura iznosi 22,4 °C. Temperaturne varijacije su male. Temperaturni maksimum je 36,6 °C, a temperaturni minimum 1,4 °C. Sezona kiša traje od svibnja do rujna s tajfunima tijekom ljeta i rane jeseni. Lanac planina podno kojeg grad leži, (brda Wutong, Yangtai i Nanshan), prirodna je zaštita od nepogoda, te je grad rijetko izravno pogođen.
```
mjesec
               S   V   O   T   S   L   S   K   R   L   S   P  
                     ----------------------------------------------
Max °C               19  19  22  26  29  31  32  32  31  29  25  21   
Min °C               11  12  15  19  23  25  25  25  24  21  16  12     
                     ----------------------------------------------        

Padaline
 (mm)        27  55  67 147 248 308  317 338 267 47  38  23
```

## Povijest
Povijest ovog područja seže u neolitik i pronađeno je mnoštvo arheoloških nalaza starih do 6000 godina. Tijekom povijesti, područje je bilo poznato kao općina Bao'an. Prvotno, područje je bilo naseljeno lokalnim plemenom Baiye.
Povijest kraja se može podijeliti u četiri razdoblja. Prvo razdoblje je razdoblje naselja Nantou (南头) koji je bio grad nasuprot zaljeva Qianhai još od 331. god., tada poznat kao Dongguan (东官). Život i lokalno gospodarstvo su do tada bili vezani uz ribarstvo i poljoprivredu. Grad je utvrđen 736. god., za vrijeme dinastije T'ang i postao je poznat kao Tunmen (屯门). Današnje zidine su iz 1394. god. (dinastija Ming), kada je Nantou postao važno kinesko mornaričko središte. God. 1521. ispred njegove obale se odigrala pomorska bitka, poznata kao „Bitka kod Tunmena”, u kojoj je mornarica dinastije Ming porazila portugalsku flotu. Po procjeni povjesničara ovo razdoblje završava 1573. god. 
Drugo razdoblje traje do godine 1841. god. kada se administrativno uspostavlja lokalna regija Xinan sa središtem u Shenzhenu. Njeno je područje sezalo do Hong Konga, a gospodarski se oslanjalo na sol, čaj i začine. God. 1842. Hong Kong je okupirala Velika Britanija, a čitav poluotok Kowloon godine 1898. god. Od 1941. do predaje 1945., Shenzhen, zajedno s većim dijelom južne Kine, okupirali su Japanci, koji su ga koristili kao bazu za okupaciju Hong Konga.
Treće se povijesno razdoblje proteže od 1945. do 1979. godine kada je okrug Bao'an (宝安县), kojemu je Shenzen bio glavni grad, promoviran u prefekturu. Od tada se prefektura zove po glavnom gradu, Shenzenu.
Četvrto razdoblje počinje 1979. godine kada kao najobičnije ribarsko naselje s 30.000 stanovnika postaje prva specijalna ekonomska zona, eksperimentalni poligon za primjenu kapitalističkog principa poslovanja u Kini. Odluku je za taj korak donio karizmatični političar Deng Xiaoping u svibnju 1980. Izbor grada je bio logičan pošto je Shenzhen s Hong Kongom, tada neprikosnovenim ekonomskim centrom dijelio mnoge stvari kao što su etničko podrijetlo, kultura i jezik. Shenzhen je jedini grad u provinciji u kojem se govori mandarinski jezik, za razliku od ostatka provincije Guangdong i Hong Konga gdje se govori kantoneški jezik. To je bilo dovoljno da se privuče financijski kapital iz svijeta u Kinu kojoj je prednost bila, i danas još uvijek je, jeftina radna snaga.
Politička se je ideja pokazala više nego uspješnom. Već 1988., tada već velik grad, postaje samostalna administrativna jedinica. Nekada anonimno selo praktički preko noći postaje jedan od najvećih gradova u porječju Biserne rijeke, a od ranih osamdesetih godina jedan je od gradova koji rastu najbrže na svijetu. Mnogoljudnoj Kini koja dan danas ima socijalističko političko uredjenje Shenzen je dao smjernice za uvođenje kapitalizma i zapadnjačkom principu poslovanja.
Veliki grad je zapravo konglomerat sastavljen od relativno manjih gradova koji logistički posjeduju sve potrebno za život. Lokalno stanovništvo je polarizirano između dva ekstrema po obrazovanju (visokoobrazovani u gradu i niskoobrazovani u susjednim gradovima) što stvara velik ekonomski jaz.

## Stanovništvo
Površina gradske prefekture je 2,050 km2, gdje se broj stanovnika procjenjenuje na 12,5 milijuna (2017.). Grad je srce urbane zone koja ima oko 12,9 milijuna stanovnika. No, uključujući prigradska naselja broj stanovnika približava se broju od 23,3 milijuna. U gradu je registrirano oko 4 milijuna automobila.
Migracija u ovo područje nije novina. Ljudi su dolazili još od 12. stoljeća. Useljenje u grad je danas striktno ograničila vlast. 70% stanovnika Shenzena u biti niti nema pravo stalnog boravka. Vlasti smatraju kako bi potpuno otvaranje gradskih granica privuklo dodatne milijune ljudi što bi grad napravilo manje konkurentnim, te izazvalo dodatne socijalne probleme, ali se od 2016. god. grad polako otvara. Jedna je od posljedica takve politike je da je u blizini Shenzena izraslo mnoštvo relativno većih gradova popunjenih migrantima sa svih strana, koji tu čekaju priliku ulaska.
Statistički, prosječna je dob stanovnika manja od 30 godina. Jedna petina stanovništva je između 20 i 24 godine starosti a čak je 97% mlađe od 60 godina. Žene su u većini, preferirane od vlasti u odnosu na muško stanovništvo što je vezano s potrebama u lokalnoj administraciji i proizvodnji gdje su se žene pokazale kao prilagodljivije. Unatoč činjenici da su grad i njegova okolica puni doseljenika željnih posla, gotovo 200.000 radnih mjesta je nepopunjeno.
| 1990.   | 2000.   | 2009.     | 2010.      | 2016. (proc.) |
| ------- | ------- | --------- | ---------- | ------------- |
| 350.727 | 719.081 | 1.284.796 | 2.500.000. | 3.670.000     |

## Uprava
Grad je podijeljen na tri dijela:
- Specijalna ekonomska zona (SEZ), financijsko i poslovno središte površine 327,5 km, koje se proteže u smjeru istok-zapad, između naselja Beizajiao i Anli i to je područje koje posjećuje poslovni svijet. Od sveukupno šest administrativnih jedinica u okviru grada, SEZ tvore:  
  - Futian (78,65 km²) slovi kao administrativno središte.
  - Luohu (78,75 km²) u centru je središte za financije i bankarstvo.
  - Nanshan (185,49 km²) na zapadu je središte proizvodnje pretežno visoke tehnologije.
  - Yantian (74,63 km²) je centar za transport, drugi po veličini u Kini, četvrti lučki kontejnerski terminal po veličini na svijetu.
- Grad Shenzhen koji je sastavljen od SEZ i distrikta Bao'an (713 km²) i Longgang (844 km²).
- Općina Shenzhen kojoj pripadaju još i distrikti Guangming (155,44 km²), Pingshan (167 km²) i Longhua (175,58 km²).

| Upravna podjela Shenzhena | Upravna podjela Shenzhena       | Upravna podjela Shenzhena | Upravna podjela Shenzhena | Upravna podjela Shenzhena | Upravna podjela Shenzhena | Upravna podjela Shenzhena | Upravna podjela Shenzhena | Upravna podjela Shenzhena | Upravna podjela Shenzhena |
| --- | ------------------------------- | ------------------------- | ------------------------- | ------------------------- | ------------------------- | ------------------------- | ------------------------- | ------------------------- | ------------------------- |
| Futian Luohu Nanshan Yantian Bao'an Longhua Pingshan Longgang Guangming Dapeng                                                                                             |                                 |                           |                           |                           |                           |                           |                           |                           |                           |
| Kineski upravni kodovi | Podjele                         | Površina (km2)            | Stanovništvo 2014.        | Sjedište                  | Poštanski broj            | Podpodjele                | Podpodjele                |                           |                           |
| Kineski upravni kodovi | Podjele                         | Površina (km2)            | Stanovništvo 2014.        | Sjedište                  | Poštanski broj            | Pod-distrikti             | Stambene zajednice        |                           |                           |
| 440300 | Shenzhen (深圳市) Shēnzhèn Shì  | 1996,78                   | 10.779.215                | Futian                    | 518000                    | 74                        | 775                       |                           |                           |
| 440303 | Luohu (罗湖区) Luóhú Qū         | 78,75                     | 953.764                   | Huangbei                  | 518000                    | 10                        | 115                       |                           |                           |
| 440304 | Futian (福田区) Fútián Qū       | 78,65                     | 1.357.103                 | Shatou                    | 518000                    | 10                        | 115                       |                           |                           |
| 440305 | Nanshan (南山区) Nánshān Qū     | 185,49                    | 1.135.929                 | Nantou                    | 518000                    | 8                         | 105                       |                           |                           |
| 440306 | Bao'an (宝安区) Bǎo'ān Qū       | 398,38                    | 2.736.503                 | Xin'an                    | 518100                    | 10                        | 123                       |                           |                           |
| 440307 | Longgang (龙岗区) Lónggǎng Qū*  | 387,82                    | 1.975.215                 | Longcheng                 | 518100                    | 11                        | 111                       |                           |                           |
| 440308 | Yantian (盐田区) Yántián Qū     | 74,63                     | 216.527                   | Haishan                   | 518081                    | 4                         | 23                        |                           |                           |
| 440309 | Longhua (龙华区) Lónghuá Qū     | 175,58                    | 1.434.593                 | Guanlan                   | 518110                    | 6                         | 100                       |                           |                           |
| 440310 | Pingshan (坪山区) Píngshān Qū   | 167,00                    | 311.557                   | Pingshan                  | 518118                    | 6                         | 30                        |                           |                           |
| 440311 | Guangming (光明区) Guāngmíng Qū | 155,44                    | 504.203                   | Guangming                 | 518107                    | 6                         | 28                        |                           |                           |
| |                                 |                           |                           |                           |                           |                           |                           |                           |                           |
| | Dapeng (大鹏新区) Dàpéng Xīnqū  | 295,05                    | 133.821                   | Dapeng                    | 518116                    | 3                         | 25                        |                           |                           |
| | Qianhai (前海) Qiánhǎi          |                           |                           |                           |                           |                           |                           |                           |                           |
| *Statistike ne uključuju nove podređene distrikte, oni su samo upravna područja koja nisu registrirana u Ministarstvu civilnih poslova. Tako je Dapeng podređen Longgangu. |                                 |                           |                           |                           |                           |                           |                           |                           |                           |

### Odnosi Hong Kong-Shenzhen
Unatoč tome što su susjedi, legalno u istoj zemlji, dva megalopolisa su manje povezani nego se to pretpostavlja. Potpuno slobodno putovanje između Shenzhena koji je Specijalna ekonomska zona i Hong Konga koji je Specijalna administrativna regija, još nije u punoj mjeri dozvoljeno iako su vlasti tijekom 2003. ograničile restrikcije vezane uz putovanja osoba iz kontinentalnog dijela Kine. Do tada, samo su grupne posjete bile moguće. Više od 9000 ljudi danas regularno putuje između Hong Konga i Shenzena. Većinom, to su poslovni ljudi iz Hong Konga koji tu rade kao obrnuto, te studenti koji svakodnevno odlaze u Hong Kong na predavanja.

## Gospodarstvo

### Financijska prijestolnica/Luohu
Po količini korištenog stranog financijskog kapitala, Shenzhen je treći u Kini. većina gospodarstva dolazi od industrije elektronike, IT usluga te high tech proizvoda. U posljednja dva desetljeća u njega je investirano preko 31.5 milijardi američkih dolara. Investicije su podigle mnoštvo tvornica, pogona i trgovinskih kuća. Ostvarena su mnogobrojna zajednička ulaganja (Joint Venture), razvijena je trgovina, financijski kapital, banke i osiguravajuća društva). God. 1990. Shenzhen Stock Exchange osnovana je kao burza nacionalnog karaktera i pod kontrolom Kineske nacionalne komisije za financije. Broj aktivnih kompanija na popisu burze je preko 550, dok je broj registriranih ulagača-dioničara oko 35 milijuna. Tržišna je vrijednost burze veća od 120 milijardi US$. Tijekom dana, više od 610.000 prodaja rezultira nominalnom vrijednošću transakcija većom od 800 milijuna US$.

### Industrija/Nanshan
Od početka 21. stoljeća, megalopolis Shenzhen je jedan od najvećih industrijskih centara svijeta, (elektronika, komunikacije). Po samoj industrijskoj proizvodnji, drugi je u Kini i sjedište najuspješnijih nacionalnih i mnogobrojnih međunarodnih kompanija. Tu su domaće tvrtke Huawei i AZT kao i strane na području informacijske tehnologije, (IT) kao Foxconn i Apple. Znatan je dio isporučene elektronike baziran na Intel tehnologiji mikroprocesora. Grad je domacin godisnjeg sajma elektronike China Hi-tech Fair (CHTF).
Shenzhen je druga je po veličini slobodna ekonomska zona Kine iza one u provinciji Huinan s više od 120 000 proizvodnih tvrki. Tekstil, odjeća hrana, strojogradnja, materijal za izgradnju te kemijska industrija ne zaostaju mnogo za primarnom, elektroniskom industrijom. U 2001. broj radno aktivnog stanovništva je iznosio 3,3 milijuna. Iako je najveći broj radnika zaposlen u sekundarnom sektoru ekonomije, (industrijska proizvodnja zapošljava 1,45 milijuna ljudi), tercijarni sektor (gdje su obrazovanje, trgovina, promet, servisi), raste dvostruko bržom godišnjom stopom, (11,6% : 5,5%). Privredne djelatnosti su u 2005. bile zastupljene u proporcijama - 0,2% : 52,4% : 47,4%.
Još od 2001. Shenzhen je jedan od gradova s najvećom ekonomskom moći, četvrti od svih u kontinentalnoj Kini. Prosječna stopa njegovog razvoja između 2001. i 2005. je 16,3%. Godine 2005. BDP grada je bio 492 milijardi kineskih juana, (oko 63 milijardi U$), 15 % više nego u 2004. S izuzećem Hong Konga, regija ima najveći bruto domaći proizvod i prva je s obzirom na dohodak po zaposlenom u zemlji.

### Gradske luke/Yantian
Shenzhen ima tri velike luke, (Yantian, Shekou,Chiwan), a sveukupno osam njih. Luka Yantian, (Yantian International Container Terminal) je druga luka po prometu u Kini danas najbliži konkurent onoj u Hong Kongu. God. 2005. luke su za potrebe kineskog i svjetskog tržišta distribuirale više od 7,35 milijuna standardnih kontejnera robe, gotovo 30 milijuna tona robe s prometom većim za 19% u odnosu na godinu ranije. Početkom 2006. odobrene su investicije u lokalni terminal Maiwan. Distributivna moć je dodatno ojačana izgradnjom 6 dodatnih gatova 2010. godine i sada ih je ukupno 15. Kao prometno raskrižje roba za Kinu i svijet, Shenzhen je po stopama razvoja prvi u posljednjih deset godina.

## Promet
Zračna luka grada, Shenzhen Bao'an International Airport, je 36 km od strogog centra grada u dijelu Fuyong. Mnogobrojnim zračnim linijama grad je povezan s kontinentalnom Kinom i sve više s međunarodnim odredištima. Zrakoplovna luka je sjedište lokalne kompanije Shenzhen Airlines koja ima dodatni terminal za transport robe. Prednost je zračne luke Shenzhena jeftiniji i lakši pristup unutrašnjosti Kine nego je to još danas u logističkom i administrativnom pogledu slučaj s uzletištem u Hong Kongu.
Centralna željeznička postaja, Shenzhen Railvay Station, je na raskrižju bulevara Hapin Lu, Jianshe Lu i Ramin Lu u dijelu Lo Wu uz granicu prema Hong Kongu. Odavde, česti vlakovi voze za provincijski centar Guangdzhou, te daljnja odredišta kao što su Jiujiang, Maoming, Shantu i naravno, u konačnici glavni grad Peking. U distriktu Nanshan je druga postaja lokalnog karaktera, Shanzhen Xi, s manjim linijama prema gradu Hufei. Putovanje lokalnim vlakom od Hong Konga, (Kawloon Tong KCR) do Shenzhena traje otprilike 40 minuta. Vlakovi polaze svakih 3 do 8 minuta između 5.30 i 24 sata.
Autobus je efikasno sredstvo za promet unutar grada i put prema odredištima kao što su Guangdzhou, Humen, Xiamen. Središnji autobusni terminal se nalazi u distriktu Lo Wu uz trgovinski centar.
Taksi vozila su podijeljenu u tri skupine. Zeleno obojeni voze izvan SAZ, dok su oni žute boje samo za promet unutar nje. Crvena boja vozila je znak neograničenosti u kretanju. Dio grada Shekou, zapadno od centra je ishodište flotile hidroglisera koji povezuju Shenzhen s gradovima Zhuhai, Makau, Hong Kong, te najbližim zrakoplovnim lukama.
Kao peti grad u zemlji, (uz Guangzhou, Peking, Šangaj, Tianjin), od kraja 2004. Shenzhen posjeduje podzemnu željeznicu, (Shenzhen Metro). Trenutno su u prometu dvije linije dok su dodatne dvije u izgradnji. Jedna od linija vodi od raskrižja Lo Wu i njene centralne željezničke postaje do lokacije Windows of the World prema sjeveru i koja je jedna od glavnih gradskih atrakcija. Druga prometuje od Huangganga prema sjeveru. Sa sustavom koji raste doslovno preko noći, Lo Wu je već sada povezan s većim dijelom Shenzhena u pravcu istok-zapad.

## Arhitektura
Veliki građevinski radovi provedeni u Shenzhenu tijekom protekla tri desetljeća gotovo su potpuno uništili povijesnu arhitekturu koja je prevladavala u gradu prije statusa „posebne gospodarske zone”. Neke od povijesnih građevina u gradu su ili rekonstrukcije (utvrda Chiwan, Hram Tianhou, Mauzolej Zhao Binga, utvrda Dapin) ili potpuno novi modeli. Ipak, 6.000 godina povijesti ovdje je ostavilo tragove. Jedan od njih je 50 km od centra grada u okviru drevnog urbanog središta s dvorcima i utvrdama. To je stara Utvrda Dapeng, podignuta 1394. god. za vrijeme vladavine južne dinastije Ming, a naselje je služilo kao obrambena lokacija.
Tijekom devedesetih godina, u doba pune ekspanzije Shenzhen je gradio bulevar svakih tri dana i grad je danas vizualno čudo nakon sumraka, stvoren da impresionira svijet. Posjeduje preko 12 građevina viših od 300 m dok je sam Ping An Internacionalni Financijski Centar, sa svojih 599 m druga u Kini i 4. u svijetu po visini:
| - Ping An IFC, 599 m (2017.) 115 katova - KK100, 441,8 m (2011.) 100 katova - China Resources Headquarters, 392 m (2018.) 87 katova - Shum Yip Upperhills Tower 1, 388 m (2018.) 80 katova - Trg Shun Hing (zgrada Diwang), 384 m (1996.) 69 katova - SEG Plaza, 356 m (2000.) 70 katova - Hanking Center, 350 m (2018.) 65 katova | - One Shenzhen Bay Tower 7, 341 m (2018.) 71 kat - Hon Kwok City Center, 329 m (2017.) 80 katova - Baoneng Center, 327 m (2018.) 65 katova - East Pacific Business Center Tower A, 306 m (2013.) 85 katova - Chang Fu Jin Mao Tower, 303 m (2015.) 68 katova - Zhongzhou Holdings Financial Center, 301 m (2015.) 61 kat |

Više je nebodera izgrađeno u Shenzhenu 2016. godine, nego u cijelom SAD-u i Australiji zajedno, što govori o brzini u kojoj je panorama grada izmijenjena.

## Turizam
Grad je lako previdjeti kao turističku destinaciju. Ne postoji na mnogim atlasima i kartama, a planiran sa svrhom, Shenzhen nudi mnogo. Lianhuashan, Lizhi, Wutongshan su samo najveći od prelijepih i javnosti dostupnih, planski izgrađenih parkova. Mnogo je prirodnih rezervata u samim gradskim granicama (NP Wutongshan, Ekopark mangrova, Safari Park u Nanshanu i dr.). Najpoznatije su atrakcije:
- „OCT Istok” (东部华侨城) je glavno odmaralište u Shenzhenu od 2007. god. Prostire se na 9 km² i podijeljeno je na 3 tematska parka: „Dolina vitezova” (大侠谷), Dolina potoka čaja (茶溪谷) i Vjetrovita dolina (云海谷), u kojima se nalazi 8 hotela i budistički hram.
- „Prelijepa Kina, narodno selo” (锦绣中华民俗村 Jǐnxiù Zhōnghuá Mínsú Cūn) je jedan od najvećih tematskih parkova nasvijetu u kojemu se odražava povijest, kultura, umjetnost, stara arhitektura Kine (replike kineskih nacionalnih spomenika), ali i običaji i baština raznih kineskih narodnosti.
- „Prozor u svijet” (世界之窗 Shìjiè zhī Chuāng), tematski park na zapadu grada u kojemu je na 48 ha rekonstruirano 130 svjetskih turističkih atrakcija kao što su: 100 m visok Eiffelov toranj, Piramide u Gizi, Sindneyska opera, Mount Rushmore, Taj Mahal i dr.
- Zabavni park „Dolina radosti” (欢乐谷) iz 1998. sadrži brojne sportske zone i atrakcije kao što je Španjolski trg i Trg crtića.
- „Svijet Minska” je mjesto gdje leži zastarjeli ruski nosač aviona Minsk kao i ruski vojni avioni koje je nekad koristila Narodna vojska. Unutrašnjost plovila je puna videoigara i povijesti vezanih uz pomorstvo, avijaciju i navigaciju.
- Botanički vrt uz jezero Xinhu (仙湖) iz 1982. pokriva 590 ha oko jezera i sadrži hram Hunfa, najveći budistički hram u Shenzhenu, izgrađen 1985. na mjestu starog hrama.
- Odmaralište Xiaomeisha plaže (小梅沙) u Yantianu ima brojne atrakcije i akvarije kao što je Oceanski teatar, Muzej znanosti i tehnologije, Muzej zrakoplovih modela, Oceanski vrt, Posejdonov vrt, Otok kornjača i dr.
- Ulica Zhongying je ulica koja je tijekom povijesti često bila pod kontrolom dviju nacija, britanske i kineske. Fizički je i danas podijeljena na dva dijela s 8 ogromnih kamenih gromada. Polovina ulice vodi iz Specijalne ekonomske zone u Hong Kong.
- Promenada Dameisha

### Kupovina
Mnoštvo posjetitelja iz Hong Konga dolazi zbog kupovine s pretpostavkom da su roba kao i usluge jeftinije u Shenzhenu. Posjetitelji najčesće nisu u stanju napraviti realnu procjenu vrijednosti robe. Cijene u mnogo slučajeva nisu označene i cjenkanje je dozvoljeno no ne i efikasno pa je konačan rezultat najčešće razočarenje. Najposjećeniji trgovački centar za posjetitelje je "Luohu Commercial City" uz centralnu željezničku stanicu.
Više je mjesta slovi kao povoljno mjesto za kupnju robe. Ako je predmet odjeća i obuća, najbolje je mjesto za to u blizini centralnog željeznickog terminala. Ako je elektronika u pitanju, najjeftinije je do nje doći u trgovinama izmđu luksuznog hotela Shangri La i tvrtke Seg Electronics Co. U slučaju obuće, odjeće te kozmetike koja ima ime, dobra su mjesta Xiwu i International Commercial market u blizini kazališta. Proizvode dobre kakvoće moguće je naći u uzduž Boundary St. u distriktu Shatoujiau, te u dijelu grada zvanom Dong Men. Najposjećeniji je trgovinski centar među ljudima koji tu žive mega-centar Hua Quiang Bei sjeverno od ulice "Huang Qiang Road".
Posjetitelji najčešće ostaju u području Shekou, (poluotok zapadno od centra), koje je isto tako područje u kojem i živi najveći broj stranaca. Tu je mnoštvom barova i restorana zapadnog tipa. U blizini, francuski putnički brod, svojedobno konfisciran od strane kineskih vlasti ubetoniran je tu u gat kao turistička atrakcija.

## Gradovi partneri
| - Apia Samoa (2015.) - Barcelona Španjolska (2012.) - Brescia Italija (1991.) - Brisbane Australija (1992.) - Gwangyang Južna Koreja (2004.) - Haifa Izrael (2012.) - Houston, Teksas SAD (1986.) - Johor Bahru Malezija (2006.) - Kaloča Mađarska (2011.) | - Kingston na Hullu Ujedinjeno Kraljevstvo - Kingston Jamajka (1995.) - Lomé Togo (1996.) - Luksor Egipat (2007.) - Montevideo Urugvaj (2009.) - Nürnberg Njemačka (1997.) - Perm Rusija (2006.) - Poznań Poljska (1993.) - Reno, Nevada SAD (2008.) | - Rotherham Ujedinjeno Kraljevstvo (2007.) - Sukagawa Japan (1993.) - Samara Rusija (2008.) - Temišvar Rumunjska (2007.) - Torino Italija (2007.) - Tsukuba Japan (2004.) - Valonski Brabant Belgija (2003.) - Vienne Francuska (1994.) |

## Vanjske povezice
- O Shenzenu - video
- Oglasnik - za strance koji žive u gradu
- Zrakoplovna luka Shenzhen  Arhivirana inačica izvorne stranice od 7. siječnja 2007. (Wayback Machine)
- Shenzhen High Tech  Arhivirana inačica izvorne stranice od 6. lipnja 2019. (Wayback Machine)
- China Medical University  Arhivirana inačica izvorne stranice od 4. srpnja 2008. (Wayback Machine)
- Shenzen - na engleskom